# Peter Pertusini
Peter G. Pertusini, vollständig Peter Gregor Pertusini (* 1983 in Wien) ist ein österreichischer Schauspieler.

## Leben
Peter Pertusini studierte nach seiner Matura, die er 2001 am Gymnasium des Kollegium Kalksburg in Wien ablegte, kurzzeitig zunächst Theaterwissenschaften und Italienisch an der Universität Wien. Von Ende 2002 bis Sommer 2006 absolvierte er sein Schauspielstudium am Max-Reinhardt-Seminar in Wien, wo u. a. Maria Happel, Karlheinz Hackl, Klaus Maria Brandauer, Dirk Nocker und Anna Franziska Srna zu seinen Lehrern gehörten.
Nach seinem Abschluss hatte er erste Bühnenengagements bei den Bad Hersfelder Festspielen (2007), am Stadttheater Klagenfurt und in Wien. Ab der Spielzeit 2008/09 war er bis 2016 festes Ensemblemitglied am Landestheater Linz. Dort spielte er als Hauptrollen u. a. Franz Moor, Peer Gynt, Leontes und Orsino. Er arbeitete im Verlauf seiner Karriere mit Thorsten Fischer, Stephanie Mohr, Armin Holz, Matthias Langhof, Bernada Horres, Peter Wittenberg, Marc Becker und mehrfach mit Gerhard Willert zusammen. Seit 2017 ist er als freier Schauspieler tätig.
2017 gastierte er im Waldviertler Hoftheater als Dr. Faust. 2018 spielte er im   Bregenzer „Theater Kosmos“, u. a. gemeinsam mit Andreas Jähnert und Fabian Schiffkorn, in der Uraufführung von Die wunderbare Zerstörung des Mannes von Martin Gruber mit dessen aktionstheater ensemble.
Pertusini stand auch für mehrere Film- und Fernsehproduktionen vor der Kamera. Für das Kino drehte er u. a. unter der Regie von Barbara Gräftner und Andreas Schmied. Er hatte Rollen in den österreichischen TV-Serien Kommissar Rex, SOKO Donau, SOKO Kitzbühel und CopStories. In der 3. Staffel der international produzierten Fernsehserie Borgia (2014) war er an der Seite von John Doman (als Papst Alexander VI.) zu sehen. Außerdem wirkte er in der Fernsehreihe Blind ermittelt – Blutsbande (2019) mit. Im Filmbereich arbeitete er auch als Regisseur, Autor und Produzent.
Peter Pertusini lebt und arbeitet in Wien und Linz.

## Filmografie (Auswahl)
- 2004: Kommissar Rex: Ein Toter und ein Baby (Fernsehserie, eine Folge)
- 2012: Endlich Weltuntergang
- 2014: Borgia (Fernsehserie)
- 2017; 2019: SOKO Donau|SOKO Wien (Fernsehserie, zwei Folgen)
- 2018: SOKO Kitzbühel: Mord mit? (Fernsehserie, eine Folge)
- 2018: CopStories: Ewig her (Fernsehserie, eine Folge)
- 2019: Love Machine
- 2019: Blind ermittelt – Blutsbande (Fernsehreihe)
- 2020: Tatort: Pumpen (Fernsehreihe)
- 2021: SOKO Donau|SOKO Wien: Grenzenlos (Fernsehserie, eine Folge)